# Pteropus rufus
Pteropus rufus är en art i familjen flyghundar som förekommer endemiskt på Madagaskar.

## Utseende
Arten är större än de andra två flyghundar som lever på Madagaskar. Den når en kroppslängd av 23,5 till 27 cm och en vinspann mellan 100 och 125 cm. Svansens ansats syns inte ytlig och vikten ligger vid 500 till 750 gram. Huvudet påminner på grund av den långa nosen och de jämförelsevis stora öronen om rävens huvud. Pälsen har på baksidan en mörkbrun och på framsidan en gyllen- till rödbrun färg.

## Utbredning och habitat
Flyghunden lever nästan på hela Madagaskar. Den saknas bara nära större samhällen och i öns centrum. Viloplatserna ligger vanligen i små trädansamlingar, i skogar och mangrove eller ibland i eukalyptusplanteringar.

## Ekologi
Individerna bildar stora grupper med ibland över tusen medlemmar som vilar på dagen i stora träd. De öppnar ibland sina vingar och anpassar sig så till temperaturen. När ett rovdjur närmar sig utstötar de varningsrop och hela flocken flyger en stund till en mera skyddad plats. Födosöket sker främst på natten och de flyger oftast mer än 17 km samt upp till 35 km vid dessa tillfällen. Under dessa korta vandringar delar sig flocken normalt i mindre grupper. Orienteringen sker huvudsakligen med hjälp av den utmärkta synen och i mindre grad med hjälp av ekolokalisering. Frukter utgör merparten i födan och dessutom äts nektar, blommor, pollen och några blad. Flyghunden är viktig för flera växters pollinering.
Mellan april och maj kontrollerar dominanta hannar ett revir och de parar sig med honorna i territoriet. Honan föder sedan i oktober en eller sällan två ungar.

## Hot och status
Arten är ett vanligt bytesdjur för jägare på Madagaskar. Den jagas främst för köttets skull. Den lagliga jakten är begränsat mellan maj och augusti men utanför dessa tider pågår troligen tjuvskytte. Flyghunden dödas även när den hämtar sin föda från fruktodlingar. Bönderna hugger också ner lämpliga viloträd för flughunden. Pteropus rufus listas därför av IUCN som sårbar (VU).